# Larbaâ (Blida)
Larbaâ ("The arba" durante la colonizzazione francese, in arabo: الأربعاء in tamazight di mitidjien Atlas: Larebɛa n AYT Musa, in Tifinagh: ⵍ ⴰ ⵔ ⴻ ⴱ ⵄ ⴰ ⵏ ⵄ ⵢ ⵝ ⵎ ⵓ ⵙ ⴰ) è una città dell'Algeria che si trova nella provincia di Blida.